# كلية إيتون
كلية إيتون   (بالإنجليزية: Eton Collage )، وغالبا ما يشار إليها باسم إيتون بشكل غير رسمي، هو مدرسة داخلية بريطانية مستقلة تقع في إيتون، بالقرب من وندسور في انكلترا. بدرس فيها أكثر من 1300
تلميذ تراوح أعمارهم بين 13 و18 عاما، تأسست في عام 1440 من قبل الملك هنري السادس.
إيتون هي واحدة من تسع مدارس إنجليزية مستقلة، ويشار إليها باسم «المدارس العامة»، المدرجة في قانون المدارس العامة الأصلي 1868، إيتون هي مدرسة داخلية كاملة، وهو ما يعني أن جميع التلاميذ يعيشون في المدرسة، وهي واحدة من المدارس العامة الأربعة المتبقية للذكور فقط في المملكة المتحدة (مثلها كلية وينشستر، مدرسة هارو وكلية رادلي). وقد تلقى تسعة عشر رئيس وزراء بريطاني تعليمه في كلية ايتون.
وفقًا لتقاليد المدارس العامة، تعد ايتون مدرسة داخلية كاملة، مما يعني أن التلاميذ يعيشون في المدرسة سبعة أيام في الأسبوع، وهي واحدة من أربعة فقط من هذه المدارس الثانوية المستقلة للبنين غير المتزوجين، والمدرسة المستقلة الوحيدة في المملكة المتحدة (الآخرون هم هارو ورادلي وينشستر). أصبح الباقي منذ ذلك الحين التعليم المختلط: الركبي (1976)، تشارترهاوس (1971)، وستمنستر (1973)، وشروزبري (2014) وميرشانت تايلورز التي أصبحت الآن مدرسة نهارية. قام إيتون بتعليم رؤساء الوزراء وقادة العالم والحائزين على جائزة نوبل والأجيال من الطبقة الأرستقراطية، وقد تمت الإشارة إليها على أنها «الممرضة الرئيسية لوزراء الدولة في إنجلترا».
تكلفة الدراسة في إيتون تصل إلى 42,501 جنيهًا إسترلينيًا سنويًا (14,167 جنيه إسترليني للفصل الدراسي، مع ثلاثة فصول دراسية لكل عام دراسي، في عام 2019). لوحظ أن إيتون هي المدرسة السادسة الأكثر تكلفة على متن HMC في المملكة المتحدة في 2013/2014، ومع ذلك، فإن المدرسة تقبل بعض الأولاد ذوي الدخل المتواضع. في عام 2011 أفيد أن حوالي 250 صبيا تلقوا مساعدة مالية من المدرسة، مع ارتفاع الرقم إلى 263 تلميذاً في عام 2014، وتلقى ما يعادل حوالي 60 ٪ من المساعدة في الرسوم المدرسية، في حين تلقى 63 آخرين تعليمهم مجانا. كما أعلن إيتون عن خطط لزيادة الرقم إلى حوالي 320 تلميذاً، مع 70 متعلمًا مجانًا، بنية زيادة عدد التلاميذ الذين يتلقون مساعدة مالية من المدرسة.

## التاريخ

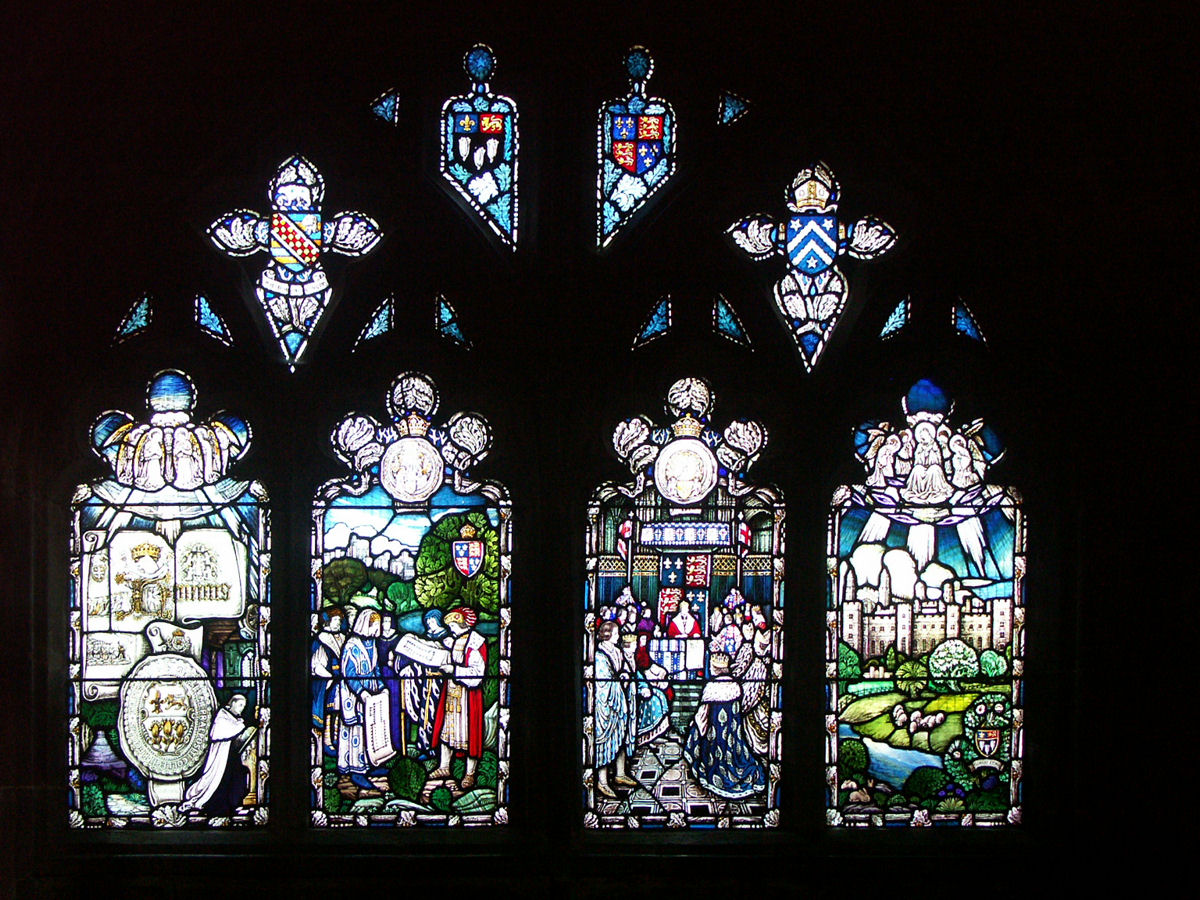
نافذة ستانبيري (1923) في كاتدرائية هيرفورد ، والتي تُظهِر الأسقف جون ستانبيري وهو ينصح الملك هنري السادس بتأسيس كلية إيتون

تأسست كلية إيتون على يد الملك هنري السادس كمدرسة خيرية لتوفير التعليم المجاني لسبعين من صبيان فقراء، ثم انتقلوا بعد ذلك إلى كلية كينغز في كامبريدج التي أسسها نفس الملك في عام 1441 م. واستعارة قوانينها وإزالة مديرها وبعض العلماء لبدء مدرسته الجديدة. عندما أسس هنري السادس المدرسة منحها عددًا كبيرًا من الأوقاف بما في ذلك الكثير من الأراضي الثمينة. تم اختيار مجموعة من الذين تم تعيينهم من قِبل الملك لاستلام أراضٍ مصادرة من «مجموعات دينية فرنسية في انكلترا كانت تملك اراضي» ومنحها إلى إيتون وهم كل من
- رئيس الأساقفة تشيتشيل
- الأسقف ستافورد
- الأسقف لوي
- أسقف آيسكوف
- ويليام دي لا بول، مركيز سوفولك الأول (1396-1450) (لاحقًا دوق سوفولك)

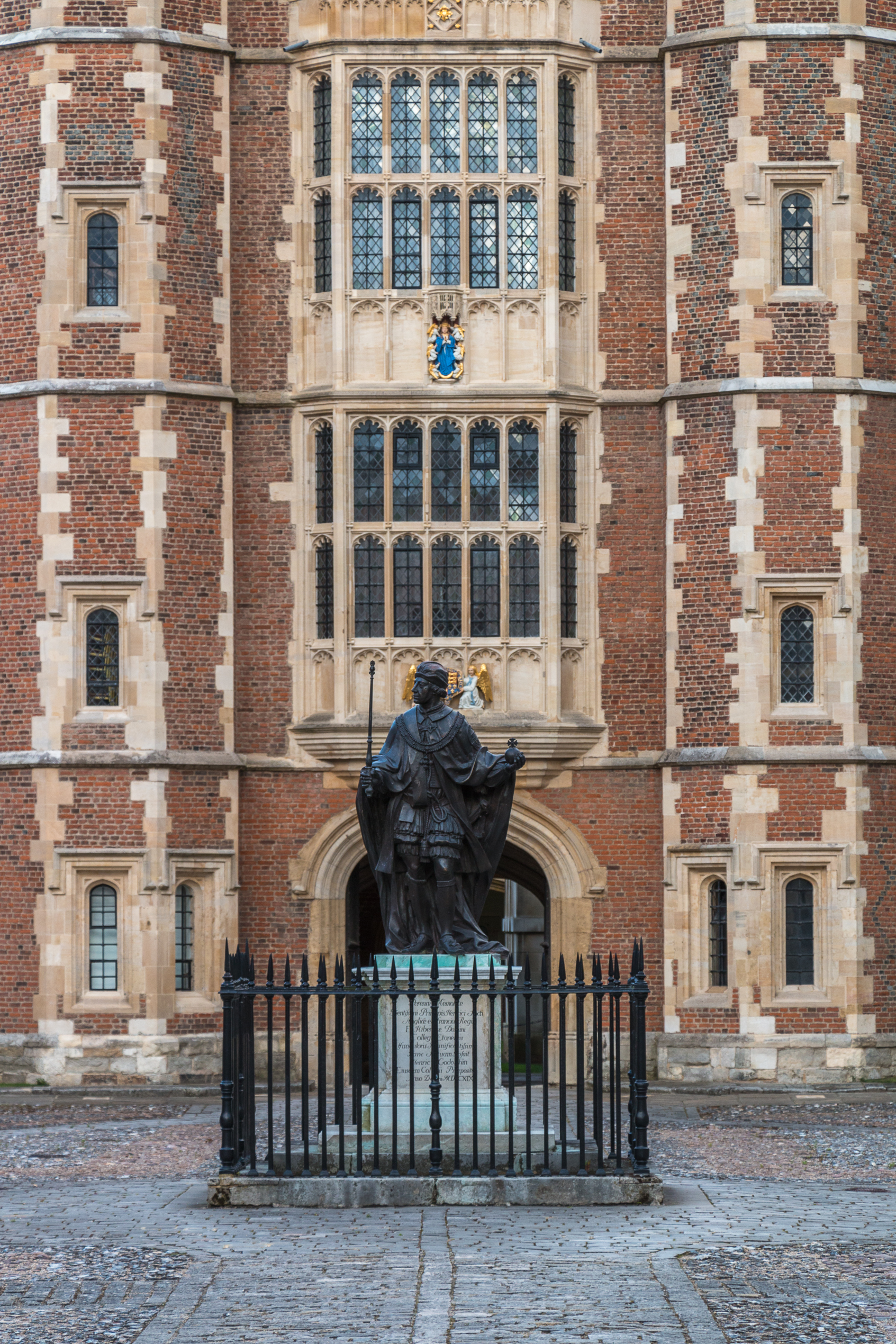
تمثال للمؤسس هنري السادس في ساحة المدرسة

- جون سومرسيت (توفي 1454)، مستشار وزير الخزانة وطبيب الملكتمثال للمؤسس هنري السادس في ساحة المدرسةتوماس بيكنغتون (حوالي 1390–1465)، رئيس شيوخ باكنغهام، سكرتير الملك وبعد ذلك حارس الملك الخاص
- ريتشارد أندرو (المتوفى عام 1477)، أول حارس لكلية أولد سولز، أكسفورد، فيما بعد سكرتير الملك
- آدم مولينز (توفي 1450)، كاتب المجلس
- جون هامبتون (المتوفى 1472) من كنيفر، ستافوردشاير، محترم للجسد [16]
- جيمس فين، عضو آخر في العائلة المالكة
- وليام تريشام، عضو آخر في العائلة المالكة

كان من المفترض أن يكون هناك مباني هائلة (كان هنري يقصد صحن الكنيسة الصغيرة ليكون الأطول في أوروبا) والعديد من الآثار الدينية، بما في ذلك جزءًا من الصليب الحقيقي وتاج الشوك. أقنع البابا آنذاك، ايجين الرابع، بمنحه امتيازًا لا مثيل له في أي مكان في إنجلترا: الحق في منح التساهل إلى التائبين في عيد الافتراض. كما حصلت الكلية على واحدة من مخطوطات نهاية العالم في إنجلترا.
ومع ذلك، عندما تم عزل هنري على يد الملك إدوارد الرابع في عام 1461، قام الملك الجديد بإلغاء جميع المنح المقدمة للمدرسة وأزال معظم أصولها وكنوزها إلى كنيسة القديس جورج في قلعة وندسور، على الجانب الآخر من نهر التايمز. تقول الأسطورة أن عشيقة إدوارد، جين شور تدخلت نيابة عن المدرسة. وكانت قادرة على إنقاذ جزء من المدرسة على الرغم من أن التركة الملكية وعدد الموظفين قد انخفض كثيرًا.

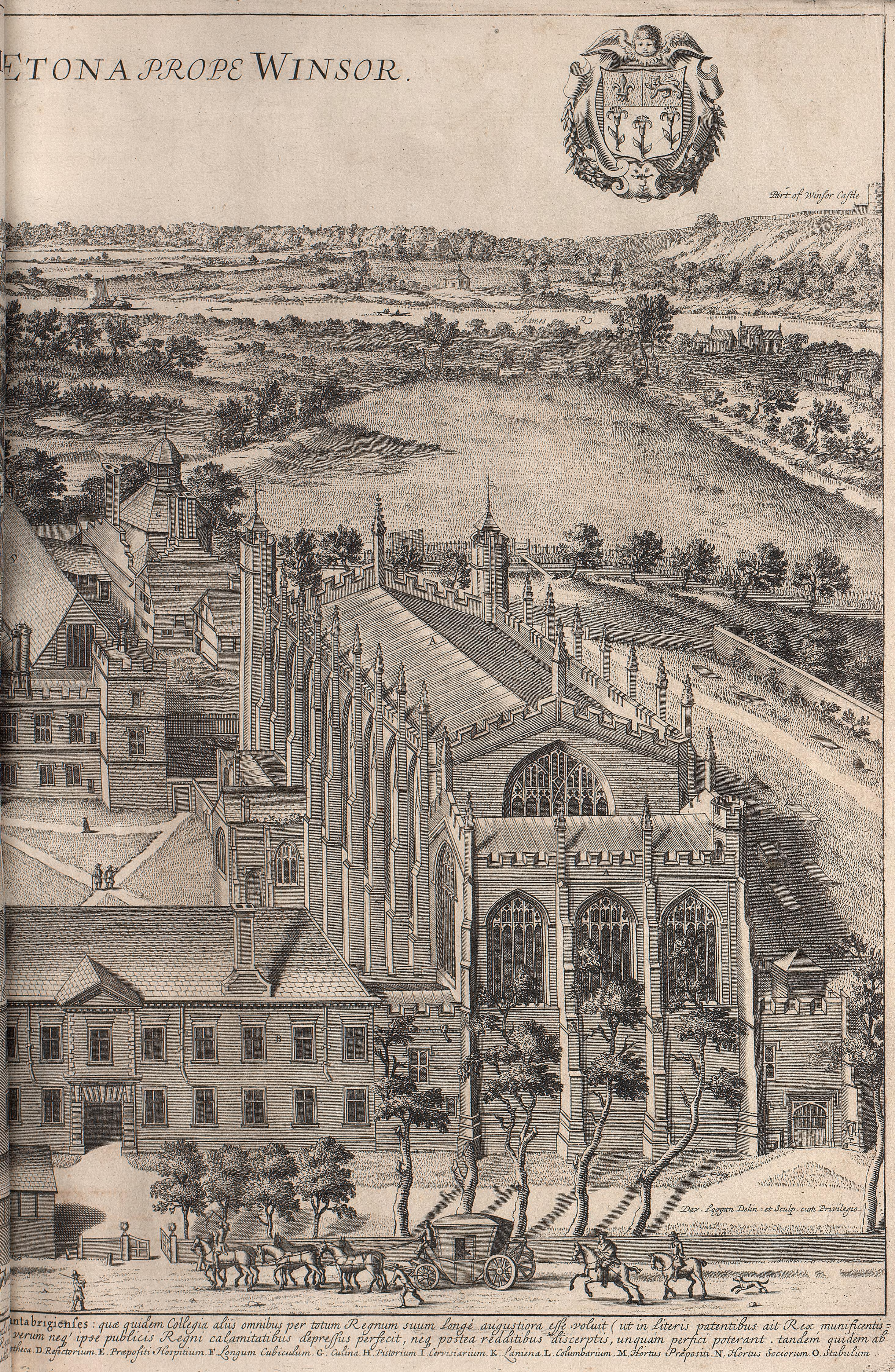
كلية إيتون في عام 1690 ، في نقش ديفيد لوغان

تم إيقاف بناء الكنيسة التي كان الغرض منها في الأصل أن يزيد قليلاً عن ضعف طولها مع 18 أو ربما 17 غار (هناك ثمانية اليوم) عندما تم خلع هنري السادس. تم إكمال الجوقة فقط. أول مدير مدرسة إيتون هو وليام وينفليت مؤسس كلية ماغدالين في أكسفورد ورئيس سابقًا لكلية وينشستر، قام ببناء الكنيسة القديمة. يعود تاريخ اللوحات الجدارية الهامة في الكنيسة والمجموعة الشمالية من الطوب في ساحة المدرسة الحالية إلى فترة 1480. تم بناء الطوابق السفلية للدير، بما في ذلك مبنى كوليج هول، بين عامي 1441 و 1460.

نظرًا لأن المدرسة عانت من انخفاض الدخل في حين لا تزال قيد الإنشاء فإن إكمال المدرسة وزيادة تطويرها يعتمد منذ ذلك الحين إلى حد ما على المستفيدين الأثرياء. استؤنف البناء عندما كان روجر لوبون هو وكيل الجامعة حوالي عام 1517. يوجد اسمه على البوابة الكبيرة في المجموعة الغربية من الأديرة، والتي تتجه إلى فناء المدرسة وربما أكثر صور المدرسة شهرة. يشمل هذا النطاق التصميمات الداخلية المهمة في قاعة الاستقبال وقاعة الانتخابات وغرفة الانتخابات، حيث يتم الاحتفاظ بمعظم صور «مغادرة اللوحات» في القرن الثامن عشر.

"بعد فترة لوبتون لم يتم بناء أي شيء مهم حتى عام 1670 عندما أعطى وكيل الجامعة ألستري امرا لإغلاق الجانب الغربي من ساحة المدرسة الذي يقع بين المدرسة السفلى والكنيسة الصغيرة. تم إعادة تشكيلها لاحقًا واستكملت في عام 1694 من قبل ماثيو بانكس، ماستر كاربنتر في الأشغال الملكية. كانت آخر إضافة مهمة إلى مباني الكلية المركزية هي مكتبة الكلية، في المجموعة الجنوبية من الدير، من 1725 إلى 1729، بواسطة توماس رولاند. لديها مجموعة مهمة جدا من الكتب والمخطوطات.

### القرن 19 وما يليه
في القرن التاسع عشر، أصبح المهندس المعماري جون شو جونيور (1803-1870) مساحًا لإيتون. قام بتصميم مبانٍ جديدة بين عامي (1844-1846) بالإضافة إلى قيام وكيل الجامعة فرانسيس هودجسون بتوفير سكن أفضل لأصحاب المهن الذين عاشوا حتى ذلك الحين في لونغ تشامبر وهي غرفة طويلة بالطابق الأول حيث كانت الظروف غير إنسانية.
بعد شكاوى حول الشؤون المالية والمباني وإدارة إيتون، تم إنشاء لجنة كلاريندون في عام 1861 كهيئة ملكية للتحقيق في حالة تسع مدارس في إنجلترا، بما في ذلك إيتون. تعرض مدير المدرسة إدوارد بالستون الذي تم استجوابه من قِبل اللجنة في عام 1862 للاعتداء بسبب رأيه بأنه لا يمكن توفير وقت صغير في الفصل الدراسي لمواضيع أخرى غير الدراسات الكلاسيكية.

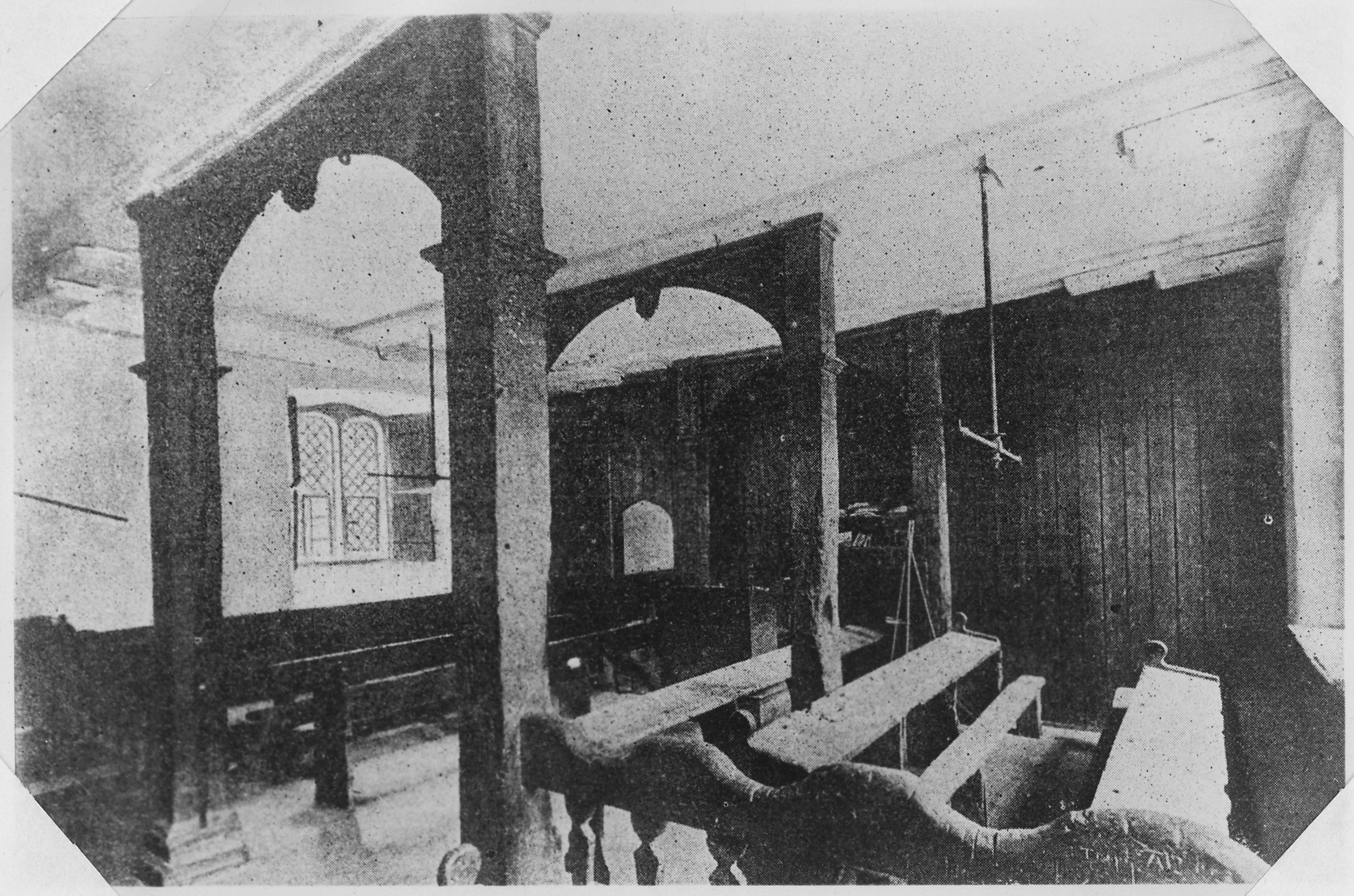
فصل دراسي في كلية إيتون في القرن التاسع عشر

غالبًا ما يُقال عن دوق ولينغتون بشكل غير صحيح قوله: «معركة واترلو فازت في ملاعب إيتون». كان ولنجتون في إيتون من 1781 إلى 1784 وقد إرسال أبنائه إلى هناك. وفقًا لنيفيل (نقلاً عن المؤرخ السير إدوارد كريسي)، فإن ما قاله ويلينجتون، أثناء اجتيازه لمباراة إيتون للكريكيت بعد عدة عقود كان «هناك ينمو الأشياء التي فازت واترلو» ملاحظة يفسرها نيفيل كمرجع إلى «الشخصية الرجولية الناجمة عن الألعاب والرياضة» بين الشباب الإنجليزي عمومًا وليس تعليقًا على إيتون على وجه التحديد. في عام 1889، خلط السير وليام فريزر هذه الملاحظة غير المدعومة مع الملاحظة التي نسبها إليه الكونت تشارلز دي مونتالمبيرت في (C'est ici qu'a été gagné la bataille de Waterloo) «هو هذا هو المكان الذي فازت فيه معركة واترلو».
كما هو الحال مع المدارس العامة الأخرى، تم تصميمه في نهاية القرن التاسع عشر لأصحاب المدارس المتميزين ذوي الظروف الاجتماعية في المناطق المحرومة. بدأ مشروع إنشاء «بعثة إيتون» في منطقة هاكني ويك المزدحمة في لندن في بداية عام 1880، واستمر حتى عام 1971 عندما تقرر أن مشروع محلي أكثر (في درني باكينجهامشير) سيكون أكثر واقعية. ومع ذلك، من أجل بعثة إيتون، أقيمت كنيسة رائعة بقلم جورج فريدريك بودلي قام العديد من الطلاب بزيارة المكان وتحفيزهم ومن بين أشياء أخرى نادي إيتون مانور للاولاد وهو نادي بارز للتجديف والنادي 59 لراكبي الدراجات النارية.

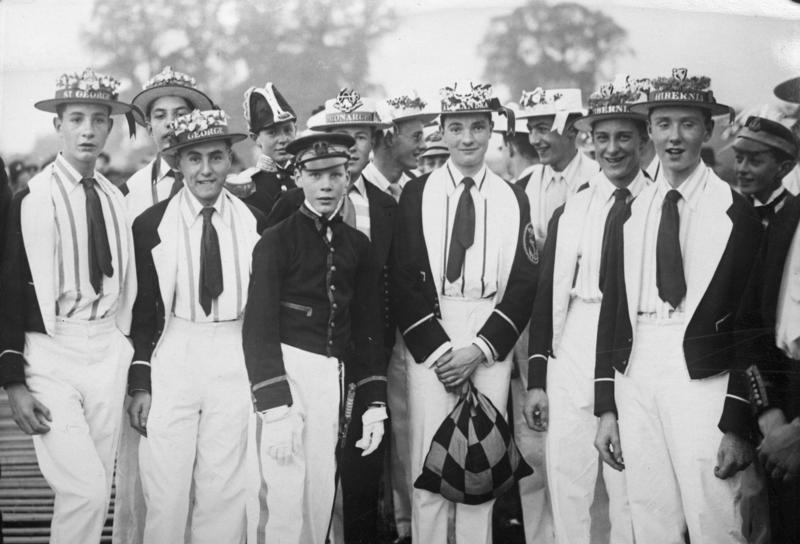
يرتدي التلاميذ في كلية إيتون مختلف أطقم التجديف الذين يشاركون في "موكب القوارب" على نهر التايمز خلال احتفالات "الرابع من يونيو" 1932

تم تشييد قاعة المدرسة والمكتبة الكبيرة المزخرفة جدًا في الفترة ما بين 1906 و 1908 عبر الطريق من المدرسة العليا إلى النصب التذكاري للمدرسة إلى طلاب المدرسة الذين لقوا حتفهم في حرب البوير الثانية. تحيي العديد من اللوحات في الأديرة والكنيسة عددًا كبيرًا من أتباع الحرب العظمى. قنبلة دمرت جزء من المدرسة العليا في الحرب العالمية الثانية. كلفت الكلية بدفعات من قبل إيفي هون (1949-1952) وجون بايبر وباتريك رينتيينس (1959 فصاعدا).
من بين مديري القرن العشرين سيريل ألنجتون وروبرت بيرلي وأنتوني تشنيفكس ترنشي. كان إم. جيمس عميداً. وفي عام 1959 قد شيدت الكلية مخبأ نووي لإيواء عميد الكلية والزملاء. المرفق يستخدم الآن للتخزين.
في عام 2005، كانت المدرسة واحدة من خمسين مدرسة مستقلة رائدة في البلاد تبين أنها قد خرقت قانون المنافسة لعام 1998. في عام 2011، تم العثور على خطط لمهاجمة إيتون على جثة زعيم بارز في تنظيم القاعدة قتل بالرصاص في الصومال.
عميدًا.